# Williston (North Dakota)
Williston er en amerikansk by og administrativt centrum for det amerikanske county Williams County i staten North Dakota. I 2000 havde byen et indbyggertal på 12.512.

## Ekstern henvisning
- Willistons hjemmeside (engelsk)

48°09′23″N 103°37′41″V / 48.1564°N 103.6281°V